# May Avril
May Avril (Francia, 3 de febrero de 1928-Buenos Aires, 3 de octubre de 2002)  fue una popular bailarina, vedette y actriz de nacionalidad francesa que hizo una importante carrera en Argentina de la década de 1960.

## Carrera
May Avril se radicó en Argentina siendo aún muy joven en 1954. Llegó desde Francia donde montó un espectáculo parisino como bailarina del Folies Bergère en 1953. Fue una de las integrantes del famoso Lido de París. Luego pasó a integrar decenas de teatros revisteriles como primera vedette con compañías de grandes cómicos como Pepe Arias, Alfredo Barbieri, José Marrone, Luis Arata, Pablo Palitos, entre otros. Al igual que sus compañeras de baile Christine Niky y la genial Xénia Monty, Avril decidió durante una gira de su célebre compañía por Sudamérica  quedarse en Buenos Aires donde brilló notablemente en los teatros porteños.
En 1955 llegó su oportunidad en el cine con la comedia Mi marido hoy duerme en casa, dirigida por Enrique Carreras, con guion de Abel Santa Cruz, y protagonizada por Leonor Rinaldi, Francisco Álvarez y los hermanos Gogó Andreu y Tono Andreu.
En televisión participa del programa Show parisién (también conocido como Platea en París o Id París), junto con Juan Carlos Mareco e Ida Opatich.

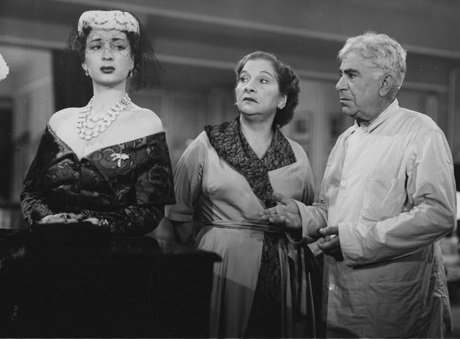
May Avril junto a Leonor Rinaldi (1894-1977) y Francisco Álvarez (1892-1960) en Mi marido hoy no duerme en casa (1955).

Participó de la bohemia santiaguina en los años 60.

## Teatro
- Maiporema (1971), con Jorge Porcel, Don Pelele, Zaima Beleño, Haydeé Padilla y Emilio Vidal
- La francesa piso el palito... (1971), con Alfredo Barbieri, Pablo Palitos, Adelco Lanza, Guillermo Rico, Beba Berón, Marilú Ferrari y John Parker.[2]
- Arturo en el país de la mala leche (1960), junto a Adolfo Stray, Tito Lusiardo, Severo Fernández y Roberto García Ramos.
- Con Nerón era otra cosa (1959), revista de Carlos A. Petit, con Pepe Arias, José Marrone, Luis Arata, Julia Sandoval, Alberto González y el ballet de Marina y Alberto.[3]
- No hay Arturo que dure 100 años (1959), estrenada en el Teatro Maipo, con Dringue Farías, Miguel Amador, Rafael Carret, Carlos Fioriti, Vicente La Russa, Susana Rubio, Pepe Arias, Nora Nuñez, Enrique Brown, Luis García Bosch e Hilda Mayo.
- Quo vadis, Arturo...? (1959), con José Marrone, Juanita Martínez, Vicente Rubino, Rafael Carret, Nélida Lobato, Héctor Rivera, Pepe Arias y Alberto Anchart.
- Con desnudo o sin desnudo al Lido le juego al ludo, una parodia de El Lido de París.
- Ritmos de Broadway (1959), revista encabezada junto a Margarita Padín y Guido Gorgatti.
- Nerón Cumple (1957), en el Teatro Nacional, con la "Gran Compañía Argentina de Revistas" integrada por Adolfo Stray, Nélida Roca, Egle Martin, Nelly Raymond, Rafael Carret, Thelma del Río, Pedro Quartucci, Marcos Caplán, Pepe Arias, Raimundo Pastore y Ángel Eleta.
- Las Piernasmascope de el Nacional (1955), en el Teatro El Nacional, con Nélida Roca, Pepe Arias, Juan Verdaguer, Tato Bores, Héctor Rivera, Alfredo Barbieri, Tito Lusiardo, Beba Bidart, Nené Cao y Roberto García Ramos.
- El Folies se hizo porteño e igualito que Paría (1954)
- De París llegó el desnudo (1954).